# Taenarthrus
Taenarthrus is een geslacht van kevers uit de familie van de loopkevers (Carabidae). De wetenschappelijke naam van het geslacht is voor het eerst geldig gepubliceerd in 1914 door Broun.

## Soorten
Het geslacht Taenarthrus omvat de volgende soorten:
- Taenarthrus aenigmaticus Johns, 2010
- Taenarthrus aquatilis Johns, 2010
- Taenarthrus capito (Jeannel, 1938)
- Taenarthrus curvispinatus Johns, 2010
- Taenarthrus gelidimontanus Johns, 2010
- Taenarthrus latispinatus Johns, 2010
- Taenarthrus lissus Johns, 2010
- Taenarthrus minor Johns, 2010
- Taenarthrus obliteratus Johns, 2010
- Taenarthrus pakinius Johns, 2010
- Taenarthrus philpotti Broun, 1914
- Taenarthrus pluriciliatus Johns, 2010
- Taenarthrus ruaumokoi Johns, 2010